# Cnemidocarpa nisiotis
Cnemidocarpa nisiotis is een zakpijpensoort uit de familie van de Styelidae. De wetenschappelijke naam van de soort is voor het eerst geldig gepubliceerd in 1900 door Sluiter.